# 銀座 (徳島市)
銀座（ぎんざ）は、徳島県徳島市の町名。新町地区に属している。郵便番号は770-0916。

## 地理
徳島市の東部に位置し、両国橋から籠屋町一丁目に抜ける繁華街である。銀座商店街を中心に、各種の商店が軒を並べ、東新町商店街や富田町の繁華街にも隣接しているので、常に買物客でにぎわっている。

## 歴史
元は東新町の一部で、昭和50年に現在の町名となった。

## 世帯数と人口
2022年（令和4年）9月1日現在の世帯数と人口は以下の通りである。
| 町丁 | 世帯数 | 人口 |
| ---- | ------ | ---- |
| 銀座 | 23世帯 | 38人 |

## 小・中学校の学区
市立小・中学校に通う場合、学区は以下の通りとなる。
| 番地 | 小学校             | 中学校             |
| ---- | ------------------ | ------------------ |
| 全域 | 徳島市立新町小学校 | 徳島市立富田中学校 |

## 施設
- 銀座商店街
- 銀座ホール
- 東山ビル